# The Road Home (série télévisée, 1994)
Pour les articles homonymes, voir The Road Home.
The Road Home est une série télévisée américaine en cinq épisodes de 42 minutes, diffusée entre le 5 mars et le 16 avril 1994 sur le réseau CBS.
Cette série est inédite dans tous les pays francophones.

## Distribution
- Karen Allen : Allison Matson
- Terence Knox : Jack Matson
- Christopher Masterson : Sawyer Matson
- Jessica Bowman : Darcy
- Ed Flanders : Walter Babineaux
- Frances Sternhagen : Charlotte Babineaux
- Roxanne Hart : Dr Buerring

## Épisodes
1. Pilot
2. Cake Fear
3. Look Back in Anger
4. May I Cut In?
5. The Seven Year Pitch

## Commentaire
Bruce Paltrow, John Tinker, Ed Flanders et Terence Knox ont travaillé ensemble dans la série Hôpital St Elsewhere.